# Grammotaulius
Grammotaulius is een geslacht van schietmotten uit de familie van de Limnephilidae. Het geslacht werd voor het eerst wetenschappelijk beschreven door Kolenati in 1848.

## Soorten
Het genus bevat de volgende soorten:

- Grammotaulius alascensis Schmid, 1964
- Grammotaulius bettenii A.L. Hill-Griffin, 1912
- Grammotaulius inornatus Schmid, 1964
- Grammotaulius interrogationis (J.W. Zetterstedt, 1840)
- Grammotaulius lineatipennis G. Ulmer, 1932
- Grammotaulius lorettae D.G. Denning, 1941
- Grammotaulius nigropunctatus (Retzius, 1783)
- Grammotaulius nitidus (Müller, 1764)
- Grammotaulius ornatus Nakahara, 1914
- Grammotaulius sibiricus McLachlan, 1874
- Grammotaulius signatipennis McLachlan, 1876
- Grammotaulius submaculatus (Rambur, 1842)